# Pierre Froidebise

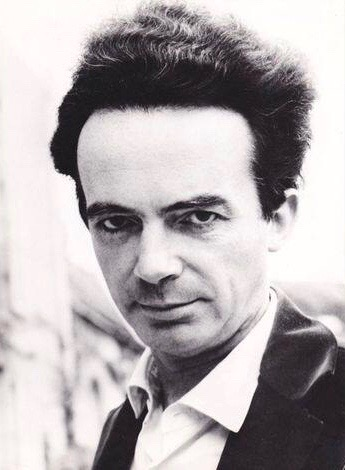
Pierre Froidebise

Pierre Froidebise (15 mei 1914, Ohey - 28 oktober 1962, Luik) was een Belgisch organist en componist.
Na zijn eerste orgellessen bij abt Camille Jacquemin schreef hij zich in aan het Koninklijk Conservatorium Brussel waar hij in 1939 zijn eerste prijs orgel behaalde bij Paul de Maleingreau. Hij studeerde tevens schriftuur bij Raymond Moulaert, Léon Jongen en Jean Absil. Hiernaast nam hij ook privélessen compositie bij Paul Gilson.
- Biblioteca Nacional de España: XX881617
- Bibliothèque nationale de France: cb148396027 (data)
- Gemeinsame Normdatei: 1050719522
- International Standard Name Identifier: 0000 0001 1978 267X
- Library of Congress Control Number: n84105542
- MusicBrainz: 2029187b-0284-45f0-af1e-26b4e2fb2094
- Nationale Bibliotheek van Israël: 987007398525705171
- Nederlandse Thesaurus van Auteursnamen: 291053653
- Système universitaire de documentation: 080007333
- Virtual International Authority File: 76582920
- WorldCat: E39PBJv4jKP3TBQQWVVCjHYVmd